# 芒卡山
芒卡山，位於緬甸果敢縣西南端，高1520公尺，是果敢最西南的山峰，山勢呈東北─西南走向，西至薩爾溫江止。芒卡山北面大明山，南面為果敢對外的重要城鎮滾弄。